# Zacualpan, Zacualpan
Zacualpan är en kommunhuvudort i Mexiko.   Den ligger i kommunen Zacualpan och delstaten Mexiko, i den södra delen av landet, 100 km sydväst om huvudstaden Mexico City. Zacualpan ligger 1 988 meter över havet och antalet invånare är 3 360.
Terrängen runt Zacualpan är huvudsakligen kuperad, men åt sydväst är den bergig. Runt Zacualpan är det ganska tätbefolkat, med 54 invånare per kvadratkilometer. Närmaste större samhälle är Ixtapan de la Sal, 17,3 km nordost om Zacualpan. I omgivningarna runt Zacualpan växer huvudsakligen savannskog.